# Аннабергіт

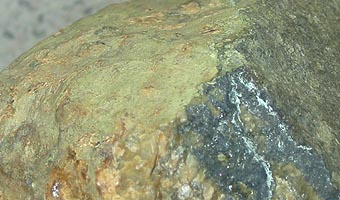
Анабергіт

Аннабергіт — мінерал класу арсенатів, водний арсенат нікелю шаруватої будови.
Мінерал вперше було науково описано у 1852 році Генрі Джеймсом Бруком та Вільямом Геллоузом Міллером, який назвав мінерал за місцем знахідки Аннаберг-Бухгольц.

## Загальний опис
Формула: Ni3[AsO4]2·8H20. Містить (%): NiO — 37,46; As2O5 — 38,44; H2О — 24,1. Домішки: Са, Mg, Fe, Zn, Со. Сингонія моноклінна. Густина 3,050±0,050. Твердість 2,5-3. Кристали волокнисті, призматичні до голчастих, пластинчасті. Колір яблучно-, блідо- або брудно-зелений. Блиск скляний, у землистих відмін — тьмяний. Гіпергенний мінерал. Аннабергіт — пошукова ознака на нікелеві руди. Значні скупчення відомі в родовищах нікелевих арсенідів Аннаберг та Шнеєберг (Саксонія, ФРН).

## Різновиди
Розрізняють:
- аннабергіт кальціїстий (відміна аннабергіту, яка містить до 10 % СаО);
- аннабергіт кобальтистий (відміна аннабергіту, яка містить понад 12 % СоО);
- аннабергіт магніїстий (відміна аннабергіту, яка містить 6,5 % MgO);
- аннабергіт цинковистий (відміна аннабергіту, яка містить до 9 % ZnO).